# Sant Jordi de ses Salines
Sant Jordi de ses Salines (span. San Jorge) ist ein Ort im Gemeindebezirk (Municipio) Sant Josep de sa Talaia auf der spanischen Baleareninsel Ibiza. 2011 lebten 9.544 Einwohner in dem Ort, zu dem auch die Siedlung Sa Carroca und der Touristenort Platja d'en Bossa an der gleichnamigen Bucht südlich der Stadt Ibiza gehören. Sant Jordi liegt zwischen der Stadt und dem Flughafen Ibiza.
Mit der weiteren Ansiedlung von Sant Francesc de s’Estany bildet dieses Territorium ungefähr das ehemalige Quartó Ses Salines. (Nach der Katalanischen Eroberung 1235 wurde die Insel in vier Quartons, plus der Inselhauptstadt unterteilt. Diese Verwaltungs-Unterteilung besteht noch heute.) Von hier aus findet man zudem Zufahrt zu einigen der bekanntesten Inselbuchten wie Playa d'en Bossa, es Cavallet, Migjorn (besser bekannt unter Playa de Ses Salines) und Es Codolar.

## Sehenswürdigkeiten
- Wehrkirche Sant Jordi aus dem 14. Jahrhundert. Vermutlich eine der frühesten Inselkirchen.
- Ses Salines – der Naturpark der Salzgewinnung

## Feste
- Das mehrtägige Patronatsfest zu Ehren des Schutzheiligen von Sant Jordi findet alljährlich in der Zeit um den 23. April, dem entsprechenden Namenstag, statt.